# Homodyne Detektion
Die homodyne Detektion (homodyn: altgr., wörtl. etwa „gleich-frequent“) ist eine Methode, um die Modulation einer Schwingung durch Mischung mit einer fast gleichen Referenzfrequenz zu detektieren. In der Funktechnik spricht man von einem Direktmischempfänger, in der Messtechnik von einem Lock-in-Verstärker.

Das Laserlicht kommt von links und wird nach dem Strahlteiler unterschiedlich beeinflusst. Der Mischer folgt rechts oben, um die Differenzfrequenz zu bilden.

Falls die Referenzfrequenz dagegen einen stark abweichenden Wert besitzt (das ist der Regelfall), spricht man von einer heterodynen Detektion, das Gerät heißt dann Überlagerungsempfänger.

## Prinzip

### Optische Interferometrie
Der Begriff homodyn in der optischen Interferometrie drückt aus, dass die Referenzstrahlung für den Mischer aus der gleichen Quelle wie das Signal gewonnen wird, jedoch vor dessen Modulation.
Im Fall eines Streuexperiments mit einem Laser (Laser-Doppler-Anemometrie) wird der Laserstrahl in zwei Teile geteilt:
- einer wird dem Mischer (Photodiode) direkt zugeführt (Referenzstrahlung),
- der andere wird zuerst auf das zu untersuchende System gelenkt; das dort gestreute bzw. modulierte Licht gelangt dann ebenfalls zum Mischer, der die Differenzfrequenz bildet.

Diese Anordnung hat den Vorteil, dass sie unempfindlich gegenüber Schwankungen der Frequenz des Lasers ist. Für gewöhnlich ist der gestreute Strahl nämlich schwach, so dass die andere, nahezu konstante Komponente des Detektorsignals als Kennzeichen der Intensität des lokalen Oszillators verwendet werden kann; Intensitätsschwankungen des Lasers lassen sich somit ausgleichen.

### Funktechnik
In der Funktechnik versteht man unter Homodyner Detektion, hier auch kohärente Demodulation genannt, einen Synchrondemodulator, der auch als Direktmischempfänger bezeichnet wird. Im Unterschied zur Anwendung in der Optik wird die für den Mischvorgang erforderliche Phasenlage – die zeitliche Ausrichtung – als Referenz nicht mit übertragen. Das führt oft zu erheblichem technischem Aufwand, weil die Phasenlage der Trägerfrequenz im Empfänger rekonstruiert werden muss:
- Beim analogen Farbfernsehen ist eine Möglichkeit  die zyklische Übertragung der Phaseninformation mit Hilfe eines Burst-Signals.
- Bei digitalen Übertragungsverfahren kann die Phasenlage durch bekannte und zyklische wiederholte Muster im Datenstrom rekonstruiert bzw. nachgeführt werden.

### Messtechnik
In der Messtechnik erlaubt die homodyne Detektion, extrem schwache Signale bekannter Frequenz aus einem störenden Hintergrund zu filtern.

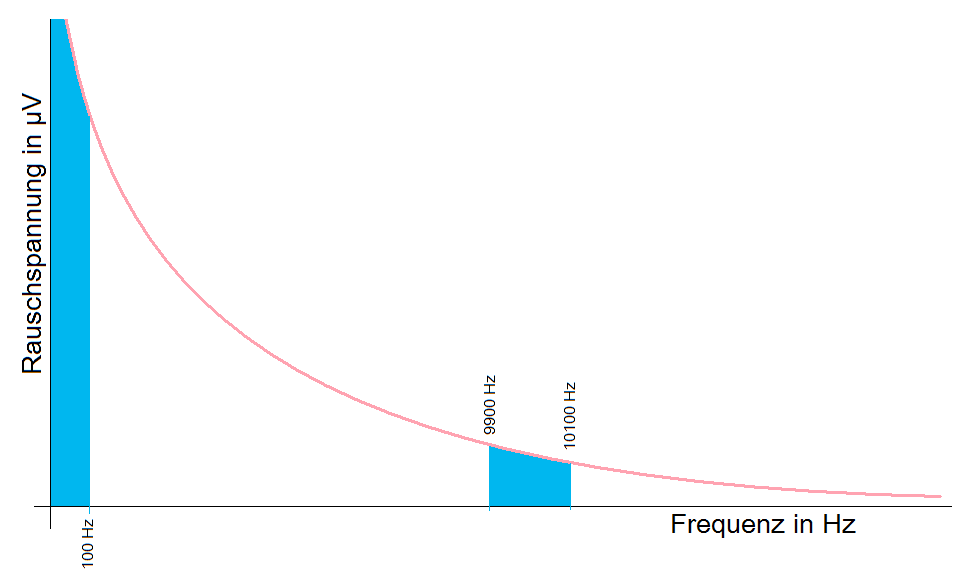
Verringerung des 1/f-Rauschens durch Verschiebung in einen höheren Frequenzbereich

Nachteilig ist die begrenzte Empfindlichkeit durch das starke 1/f-Rauschen. Im Bild entspricht die „Rauschmenge“ der Fläche des linken blauen Bandes, wenn man von einer höchsten Signalfrequenz von 100 Hz ausgeht.
Wird die Eingangsspannung dagegen mit der Frequenz f = 10 kHz gemischt, so entspricht das einer Amplitudenmodulation eines 10-kHz-Trägers mit der Messspannung. Die Fourieranalyse des Ausgangssignals zeigt, dass das Eingangssignal in den Seitenbändern des Trägers enthalten ist. Diese erstrecken sich über den Bereich f − 100 Hz bis f + 100 Hz. Wenn nur dieser hohe Bereich nachfolgend verstärkt wird, ist das 1/f-Rauschen erheblich geringer als im Basisbereich 0 bis 100 Hz, angedeutet durch die kleinere blaue Fläche rechts im Bild. Bei der abschließenden Synchrongleichrichtung zur Demodulation erscheint nur dieser geringe Rauschanteil im Ausgangssignal.
Bei höheren Anforderungen und Signalfrequenzen unter etwa 1010 Hz werden stets Überlagerungsempfänger bevorzugt, um das 1/f-Rauschen gering zu halten. Bei höheren Frequenzen bereitet das Phasenrauschen des Mischeroszillators Probleme.